# Robeace Abogny
Robeace N'Guessan Akissi Abogny, née le 28 décembre 1981, est une joueuse de handball de Côte d'Ivoire.

## Clubs
- Montluçon
- Bergerac
- africa sport
- rambo

## Palmarès
- Médaille de bronze lors des Jeux panafricains 2007 à Alger[1]
- Médaille d'argent lors du Championnat d'Afrique des nations 2008.